# Слушај ти блесане мој
„Слушај ти блесане мој” је југословенски кратки ТВ филм из 1979. године. Режирао га је Арсеније Јовановић а сценарио је написао Мирослав Антић.

## Улоге
| Глумац      | Улога |
| ----------- | ----- |
| Милош Жутић |       |